# Шевченко (Енакиевский городской совет)
Шевче́нко (укр. Шевченко) — село на Украине, в Донецкой области. Подчинено Енакиевскому городскому совету. Находится под контролем самопровозглашённой Донецкой Народной Республики.

## География
В Донецкой области имеется ещё 17 одноимённых населённых пунктов, в том числе расположенные в соседних районах сёла: Шевченко Макеевского горсовета (к юго-востоку от Макеевки), Шевченко Малоорловского сельсовета и Шевченко Розовского сельсовета в Шахтёрском районе.

#### Соседние населённые пункты по странам света
С: Корсунь
СЗ: —
СВ: Щебёнка, Шапошниково, Авиловка, город Енакиево
З: —
В: Верхняя Крынка (Енакиевский горсовет)
ЮЗ: Путепровод, Петровское
ЮВ: Красная Заря, Монахово, Новосёловка, Верхняя Крынка (Макеевского горсовета)
Ю: Новый Свет

## Население
Численность населения по переписи 2001 года составила 165 человек.

## Местный совет
Село Шевченко входит в состав Корсуньского поселкового совета в Енакиевском городском совете.
Адрес поселкового совета: 86499, Донецкая область, Енакиевский горсовет, пгт. Корсунь, ул. Вокзальная, 96; тел. 3-20-62.